# Kyohei Noda
Kyohei Noda (野田 恭平 Noda Kyohei?), född 6 oktober 1981 i Kanagawa prefektur, är en japansk före detta fotbollsspelare.
Noda började sin karriär 2000 i Tokyo Verdy. Efter Tokyo Verdy spelade han för Okinawa Kariyushi FC, FC Ryukyu och FC Gifu. Han avslutade karriären 2012.